# Ophiuche mactatalis
Ophiuche mactatalis är en fjärilsart som beskrevs av Walker 1859. Ophiuche mactatalis ingår i släktet Ophiuche och familjen nattflyn. Inga underarter finns listade i Catalogue of Life.